# Leonard Kleinrock

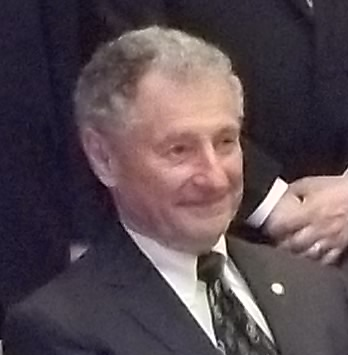
Leonard Kleinrock 2012 auf einem Treffen der Mitglieder der Internet Hall of Fame

Leonard Kleinrock (* 13. Juni 1934 in New York City) ist ein US-amerikanischer Elektroingenieur und Informatiker, der fundamentale Beiträge zur Theorie von Computer-Netzwerken und des Internets leistete.

## Ausbildung und Leben
Kleinrock besuchte die Bronx High School of Science (Abschluss 1951) und studierte Elektrotechnik am City College of New York (Bachelorabschluss 1957) und am Massachusetts Institute of Technology, wo er 1959 seinen Master-Abschluss machte und 1963 bei Edward Arthurs promovierte (Message Delay in Communication Nets with Storage). Danach war er an der University of California at Los Angeles (UCLA), wo er Professor wurde (Henry Samueli School of Engineering) und 1991 bis 1995 der Informatik-Fakultät vorstand.
Er erhielt 2007 die National Medal of Science für seine, so die Würdigung bei der Preisverleihung, fundamentalen Beiträge zur mathematischen Theorie von Computer-Netzwerken und die Spezifikation der Paketvermittlung (Packet Switching), der Grundlage der Internet Technologie. Sein Beitrag dazu geht bis auf seine Dissertation von 1962 zurück. Er wandte diese Ideen in der Entwicklung des ARPANET an, dessen erste Knoten in Form von Interface Message Processors (IMP) 1969 bei Kleinrock an der UCLA und Douglas Engelbart bei SRI International waren. In den 1970er Jahren entwickelte er mit seinem Studenten Farouk Kamoun Ideen für das ebenfalls in Internet-Technologie verwendete Hierarchische Routing. 1988 war er Vorsitzender eines Komitees, dessen Report Toward a National Research Network für den US-Kongress wichtig für die Entwicklung des Internets in den USA war.
Er war 1968 Mitgründer der Firma Linkabit (mit Andrew J. Viterbi) und deren erster Präsident und Mitgründer von Nomadix Inc. und Gründer von TTI/Vanguard.

## Preise und Ehrungen
- 1976: Frederick-W.-Lanchester-Preis[1]
- 1982: L.M.-Ericsson-Preis
- 1986: Marconi International Fellowship Award
- 1990: ACM SIGCOMM Award
- 1996: EEE Harry M. Goode Award
- 2001: NAE Charles Stark Draper Prize, Okawa-Preis
- 2014: BBVA Foundation Frontiers of Knowledge Award
- 2022: Fellow des Computer History Museum
- 2024: Computer Pioneer Award

Kleinrock war 1970/1971 Guggenheim Fellow und ist außerdem Mitglied der National Academy of Engineering (NAE), der American Academy of Arts and Sciences, der National Academy of Sciences und mehrfacher Ehrendoktor.

## Schriften
- Message Delay in Communication Nets with Storage, Dissertation, PDF-Datei
- Communication Nets: Stochastic Message Flow and Design, McGraw-Hill, 1964, Dover 2007.
- Queueing Systems, Bd. 1 (Theory), Wiley 1975, Bd. 2 (Computer Applications), Wiley 1976.
- mit Richard Gail: Queueing Systems – Problems and Solutions, Wiley 1996.
- mit Farouk Kamoun: Hierarchical Routing for Large Networks, Performance Evaluation and Optimization. In: Computer Networks, Bd. 1, Nr. 3, 1977, Seite 155–174.